# Albenga
Albenga je město v italském kraji Ligurie, v provincii Savona. Leží v severozápadní části země, v Janovském zálivu, na pobřeží Ligurského moře.
Je součástí Italské riviéry, respektive její západní části Riviery di Ponente. Albenga je vzdálená přibližně 95 km západně od Janova, hlavního centra Ligurie a 80 km od francouzských hranic. Z větších měst se v okolí nachází Savona, Imperia a San Remo.
Hlavními ekonomickými zdroji místních obyvatel jsou turistický ruch, obchod v rámci regionu a zemědělství.

## Město a památky
Albenga leží v největší pobřežní rovině, jinak zcela hornaté Ligurii. Město má historické středověké centrum, stejné místo bylo obývané již v období Říma. Staré město je obklopené hradbami, dominantou města je katedrála S. Michele s cihlovou věží a další dvě věže Torre del Comune a Torre del Municipio.
- Katedrála San Michele Arcangelo, založená již v 5. století, současná stavba je převážně románsko-gotická
- Baptisterium (Battistero di Albenga), z roku 420 představuje nejvýznamnější dílo raně křesťanské architektury v Ligurii
- Palazzo Vecchio, palácová stavba ze 14. století
- Biskupský palác (Palazzo Vescovile) z 11. století s muzeem sakrálního umění (Museo Diocesano)
- Středověký kostel Santa Maria
- římský amfiteátr z 3. století před naším letopočtem a římské lázně
- další kostely a palácové stavby[4]